# E96号線
E96号線（E96ごうせん、英: European route E96）は、欧州自動車道路のAクラス幹線道路。全線がトルコにあり、イズミルとシブリヒサールを結ぶ。

## 経路

### 経過する主要都市
- トルコ
  - E87 – イズミル
  - ウシャク
  - アフィヨンカラヒサール
  - E90 – シブリヒサール